# 奥里韦拉足球俱乐部
奥里韦拉足球俱乐部，是西班牙奥里韦拉市的一个足球俱乐部，成立于1993年。该队现参加西班牙皇家足協丙組聯賽。